# Emmanuel Poncelet
Pour les articles homonymes, voir Poncelet.
Emmanuel Poncelet, né le 25 décembre 1902 à Neufchâteau (Belgique) et mort le 18 janvier 1981 à Nassogne (Belgique) est un notaire et homme politique belge, membre du Parti catholique.

## Biographie
Emmanuel Jules Eugène Poncelet, né le 25 décembre 1902 à Neufchâteau (Belgique) est le fils de Jules Poncelet, député et président de la Chambre des représentants, et de Marie Wégimont. Sa famille faisait partie de la bourgeoisie catholique aisée de la province de Luxembourg.
Il est élu conseiller communal (1946) et bourgmestre (1947-1964) de Nassogne; conseiller provincial de la province de Luxembourg (1946-1956); sénateur des arrondissements de la province de Luxembourg (1956-1961).